# Les Roses d'Héliogabale
Les Roses d'Héliogabale est un tableau peint en 1888 par le peintre britannique Lawrence Alma-Tadema. Il mesure 131,8 × 213,4 cm. Il est conservé dans une collection privée. Il représente un épisode fictif de la vie de l'empereur romain Héliogabale.

## Thème
Alma-Tadema aurait puisé son inspiration dans l'Histoire Auguste  :  
« [Héliogabale] utilisa le toit réversible d’une salle de banquet pour faire pleuvoir en abondance des violettes et d’autres fleurs sur ses invités, de telle manière que plusieurs d’entre eux, incapables d’émerger à la surface, semblent mourir par étouffement ». 
Selon Dion Cassius, l’empereur, avec sa mère et sa grand-mère, offre des sacrifices secrets pour sa personne, en égorgeant des enfants et en faisant des sortilèges. L’auteur de l’Histoire Auguste renforce aussi ce point. 
L'historien Robert Turcan reprend l'histoire en ces termes : « Comme Néron, il a des salles à manger à plafonds coulissants d’où brusquement s’effondre une masse de fleurs, violettes et autres espèces, qui asphyxient les malheureux convives, incapables d’émerger du tas en rampant (…) ».
Les jonchées florales relèvent d’une pratique rituelle très ancienne qui est attestée en Grèce et à Rome, notamment à l’occasion de fêtes en l’honneur de divinités de la fécondité. Les violettes évoquées dans l’Histoire Auguste (dont le peintre possédait une traduction allemande)[réf. souhaitée], deviennent ainsi des roses qui tombent de la bâche blanche censée protéger du soleil. Selon Ovide, lors des floralia, pendant le banquet rituel, les tables disparaissent sous les pétales de roses (rosae solutae). Selon Lucrèce, les adorateurs de Cybèle précipitent une pluie de roses sur la déesse et sur son cortège « (…) gage assuré de salut, on promène, à travers les grandes cités, sa muette image (…). ».

## Composition
La composition de cette scène n’est pas sans évoquer certaines toiles de Jean-Léon Gérôme, qu’Alma-Tadema rencontra en 1864. Héliogabale est au centre du tableau. 
La salle est constituée d’un portique aux colonnes de porphyre rouge et de marbre vert. En fond de l’œuvre, une statue de bronze représente Bacchus et Ampelus. Sur la partie gauche, une Ménade jouant de l’aulos.

## Analyses de l’œuvre
On attache le peintre au mouvement dit de l’esthétisme (l’Aesthetic Movement) qui s’est développé en Grande-Bretagne sous le règne de la reine Victoria, des années 1860 à 1900 ; c’est un mouvement qui vient en réaction au naturalisme et dont la devise est « l’art pour l’art » (selon la célèbre formule de Théophile Gautier dans sa préface de Mademoiselle Maupin en 1835). L'Antiquité constitue en soi la finalité de ce mouvement. Les connaissances d'Alma-Tadema dans le domaine de l’histoire et de l’archéologie sont effectivement profondes et nourries par son voyage en Italie en 1863 comme par ses lectures.
Alma-Tadema utilisa deux poèmes d'Algernon Swinburne (1837-1909) tirés de Poèmes et Ballades pour réaliser ses Roses d’Héliogabale ; en effet, à l'instar d'Alma-Tadema, Swinburne adopte « l’art pour l’art » pour vivifier le mouvement des éléments, les fleurs, la mer, le vent, afin d'amplifier la volupté de la nature des choses[réf. souhaitée].